# Eineborn
Eineborn est une commune allemande de l'arrondissement de Saale-Holzland, Land de Thuringe.

## Géographie
|                | St. Gangloff |            |
| Ottendorf      | Eineborn     | Tautendorf |
| Kleinebersdorf | Renthendorf  |            |

## Histoire
Eineborn est mentionné pour la première fois en 1280.
En 1709, le village est la scène d'une chasse aux sorcières. Christian Haacke est condamné dans un procès et est décapité par son parrain, le bourreau de Gera.

## Source, notes et références
- (de) Cet article est partiellement ou en totalité issu de l’article de Wikipédia en allemand intitulé « Eineborn » (voir la liste des auteurs).